# Robert Kubica

Robert Józef Kubica (pronuncia [ˈrɔbɛrt kuˈbiʦa]; Cracovia, 7 dicembre 1984) è un pilota automobilistico ed ex pilota di rally polacco, attivo in Formula 1 dal 2006 al 2021 a più riprese.
Ha corso in Formula 1 dal 2006 al 2010 con la BMW Sauber e la Renault. Un gravissimo incidente durante un rally nel febbraio 2011 ne ha messo seriamente in dubbio il prosieguo della carriera, ripresa con la partecipazione al campionato del mondo rally dal 2013, dove vince nella categoria WRC-2, fino al 2016. Nella stagione 2018 di Formula 1 entra a far parte della Williams in qualità di terzo pilota e nel 2019 fa il suo ritorno in Formula 1 da pilota titolare dopo otto stagioni di assenza ma, dopo una sola annata, abbandona il sedile della scuderia britannica. Dal 2020 diventa pilota di riserva dell'Alfa Romeo Racing e nel 2021 disputa da titolare due Gran Premi.
Oltre alla Formula 1 e ai rally, ha vinto due volte l'European Le Mans Series, nel 2021 e nel 2024; il campionato del mondo endurance nel 2023, nella classe LMP2; e la 24 Ore di Le Mans nel 2025.

## Carriera

### Gli inizi e le formule minori
Kubica comincia la sua avventura con le macchine a 4 anni; all'età di 10 anni partecipa al campionato di go-kart polacco, il Polish Karting Championship, e nei primi 3 anni vince sei titoli. Dopo la 3ª stagione nel campionato polacco, suo padre decide di farlo gareggiare in un campionato più competitivo e lo porta in Italia dove nel 1998 riesce a vincere il campionato internazionale e fece immettere per la prima volta un nome straniero nell'albo d'oro della competizione; l'anno successivo difende il titolo in Italia e in più arriva primo nel campionato tedesco, nella Monaco Kart Cup, nella Margutti Trophy e nella Elf Masters races; nel 2000 Kubica corre la sua ultima stagione con i kart classificandosi 4º nel campionato europeo e in quello mondiale.
Alla fine della stagione prova per la prima volta una Formula Renault; nella prima stagione ottiene una pole position, mentre nel 2002 vince 4 gare e si piazza al secondo posto in campionato; alla fine della stagione prende parte alla World Series by Renault 2000 che si teneva a Interlagos, in Brasile, dove domina la gara dal primo all'ultimo giro. Nel 2003 passa alla F3 Euro Series, ma un brutto incidente stradale in Polonia, in cui rischiò l'amputazione di un braccio, lo costrinse a rinviare il suo debutto, finendo la rovinosa stagione in 12ª posizione; nel novembre 2005 prende parte per la terza volta alla Macau F3 Grand Prix, nella quale si classifica 2º. Dopo aver vinto la Formula Renault riceve il premio di provare la Renault di Formula 1 nei test di Barcellona, dove impressiona tutti con un grande tempo sul giro, ma fu appiedato dalla scuderia francese. Così, il boss della BMW Mario Theissen, notando il valore del polacco, diede il pass che lo fece approdare come collaudatore della BMW Sauber nella stagione 2006.

### I primi anni in Formula 1

#### Il quadriennio in BMW Sauber (2006-2009)

##### 2006

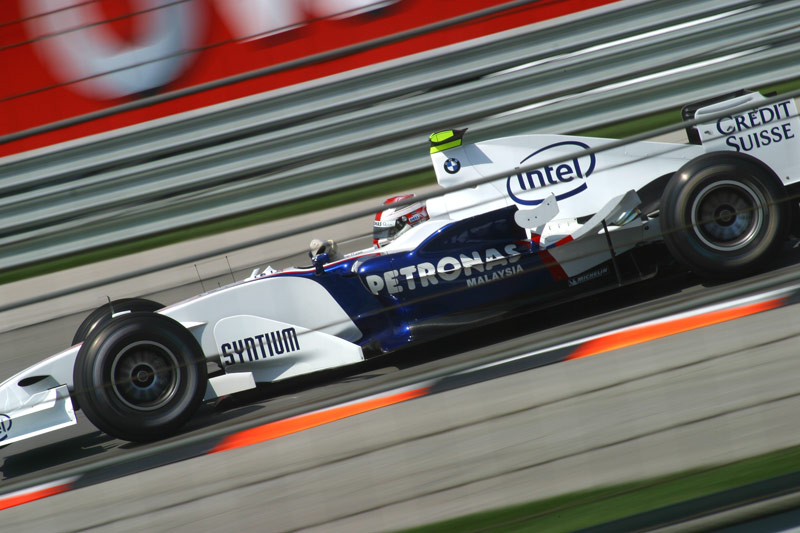
Kubica durante le prove libere del Gran Premio degli Stati Uniti 2006

Nel 2006 fu terzo pilota e collaudatore per la squadra BMW Sauber; esordì in gara al Gran Premio d'Ungheria in sostituzione di Jacques Villeneuve, divenendo il primo polacco a correre nella massima categoria; la gara non fu però fortunata per il pilota, giunto settimo ma squalificato, in quanto la vettura risultava di 2 chilogrammi sottopeso. Dopo la gara la BMW Sauber annunciò che Kubica avrebbe sostituito Villeneuve in maniera definitiva per il campionato 2006, correndo anche le rimanenti gare. Nel Gran Premio d'Italia concluse sorprendentemente al terzo posto, riuscendo addirittura a guidare la gara per alcuni giri, dopo essersi qualificato settimo a causa di un errore commesso durante il giro veloce, alla prima curva di "Lesmo", che compromise poi le performance degli pneumatici Michelin per tutta la qualifica; nei tre gran premi restanti non ottenne punti, ma sfiorò per due volte l'ottavo posto.

##### 2007
Dopo le buone prestazioni del campionato 2006 la BMW Sauber lo confermò anche per la stagione 2007; dopo due prime gare senza risultati a partire dal Gran Premio del Bahrein andò costantemente a punti. Durante il Gran Premio del Canada ebbe un terribile incidente al tornante "Epingle", impattando violentemente contro le barriere; fortunatamente, le uniche conseguenze furono un leggero trauma cranico, unito alla distorsione di una caviglia; la cellula di sopravvivenza e il Sistema HANS risultarono determinanti per la salute del pilota. Nel successivo Gran Premio degli Stati Uniti a Indianapolis fu sostituito da Sebastian Vettel; al rientro in Francia chiuse con un ottimo quarto posto che fu replicato a Silverstone, mentre concluse settimo al Nürburgring. Il mondiale per il polacco continuò bene ottenendo in Ungheria un buon 5º posto e in Turchia un 8º posto. Nella successiva gara, sul tracciato brianzolo di Monza perse il confronto col compagno di squadra Nick Heidfeld, classificandosi quinto dopo un errore dei suoi meccanici durante il pit stop; proprio in quest'occasione giunse la conferma ufficiale che il Trofeo Lorenzo Bandini del 2008, destinato al pilota che si è distinto l'anno precedente, era stato assegnato al pilota polacco; la consegna è avvenuta a Brisighella (RA) il 18 maggio 2008. Nell'ultimo gran premio in Brasile arrivò quinto e chiuse il mondiale 6º con 39 punti.

##### 2008

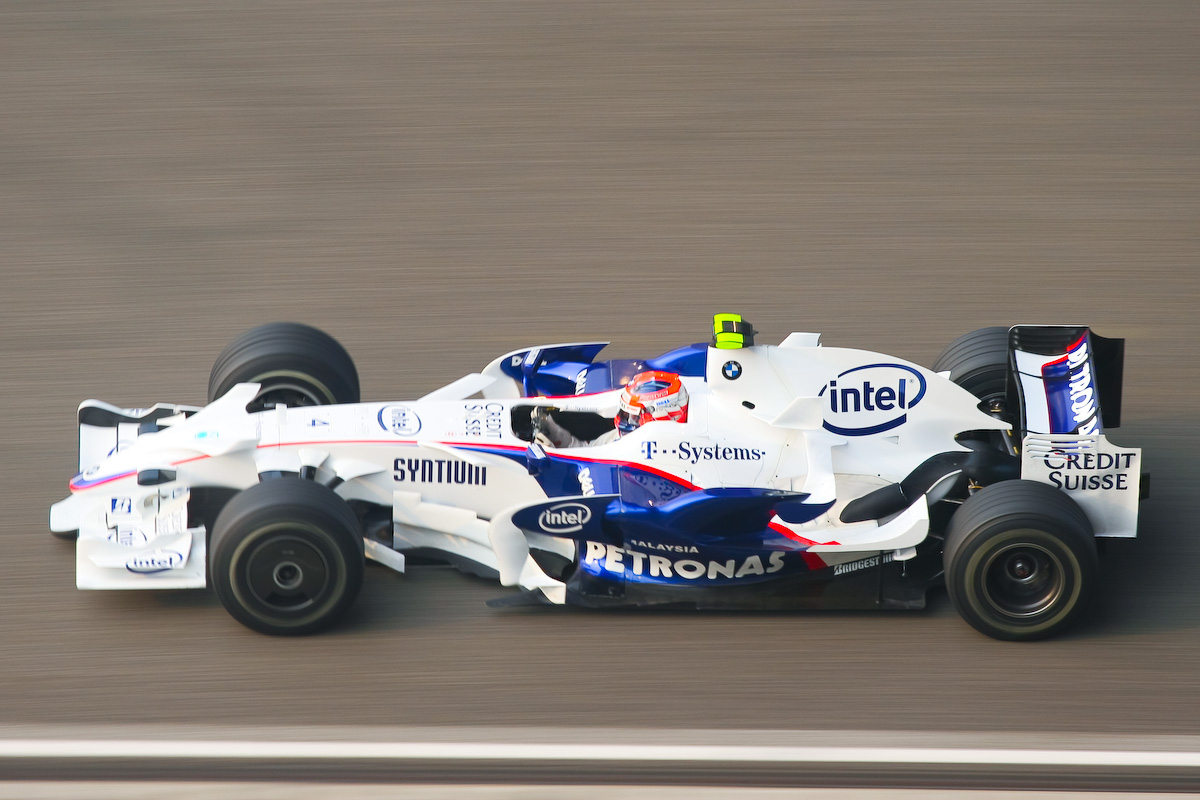
Kubica al Gran Premio di Cina 2008

Nella stagione 2008, è stato sfortunato l'esordio al Gran Premio d'Australia, dove è partito in prima fila, ma in gara è stato tamponato dalla Williams di Kazuki Nakajima durante i giri percorsi alle spalle della safety car; una settimana dopo, in Malesia, si è classificato secondo dietro a Kimi Räikkönen dopo essere scattato dalla quarta posizione in griglia. Il 5 aprile 2008 ha realizzato la sua prima pole position nel Gran Premio del Bahrein, anche prima pole della storia di un pilota polacco e prima della BMW Sauber da quando è anche costruttrice di telai oltre che di motori, finendo la gara terzo; seguono poi un quarto posto in Spagna e Turchia e il secondo posto a Monaco. L'8 giugno 2008 vince il suo primo gran premio in Formula 1 sul Circuito di Montréal in Canada, proprio sul circuito dove un anno prima aveva rischiato la vita; è la prima vittoria della storia della Formula 1 di un pilota polacco e prima vittoria della BMW da quando è anche costruttrice di telai oltre che di motori. Un ulteriore primato è che Kubica riesce così anche a balzare in testa alla classifica, sfruttando inoltre i ritiri dei piloti maggiormente candidati al titolo (tuttavia sarebbe stato raggiunto dopo poche gare per via della minor competitività della BMW Sauber rispetto alla McLaren e alla Ferrari).

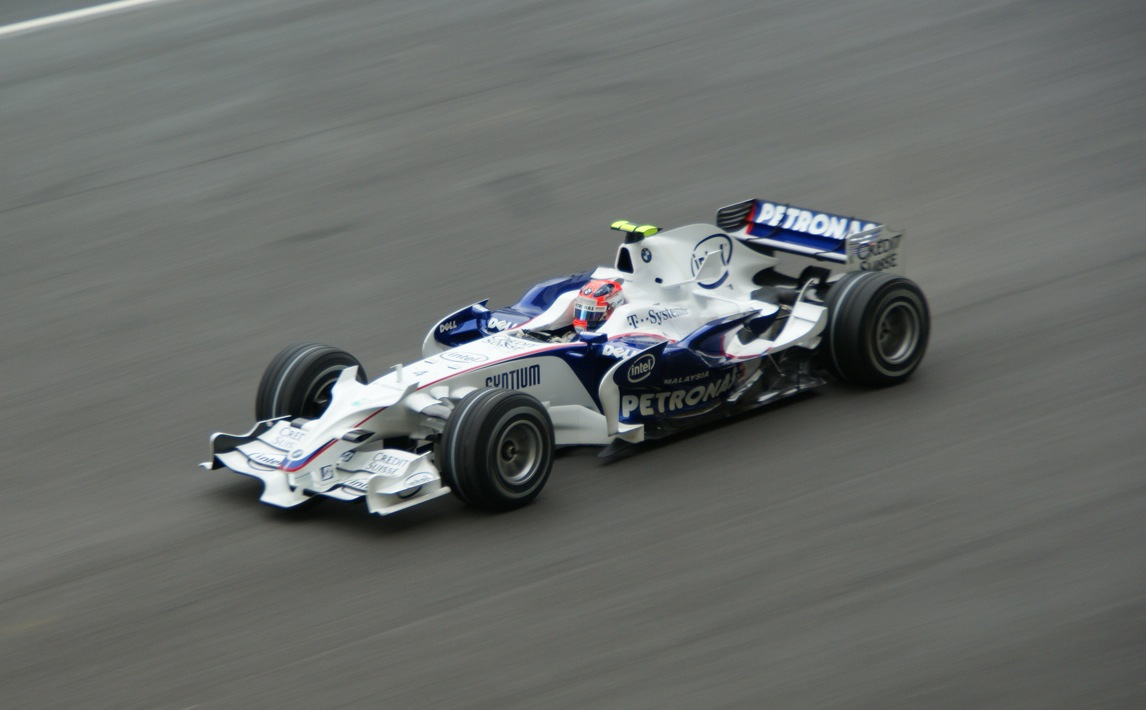
Kubica al Gran Premio della Malesia 2008

Kubica prosegue il mondiale in maniera eccellente andando a punti diverse volte dopo il vittorioso Gran Premio del Canada (tranne a Silverstone dove si ritira per un testacoda sotto la pioggia battente) e tornando sul podio nel Gran Premio d'Europa a Valencia. Due settimane dopo, in Belgio, si classifica sesto; la settimana successiva, nel Gran Premio d'Italia, parte 11º ma grazie ad una buona strategia riesce a portare a casa il 3º posto che gli vale il podio, oltre che 6 punti. Durante il Gran Premio di Singapore può puntare alla seconda vittoria per via della safety car che ha rimescolato i piloti in gara, ma deve scontare un drive-through per aver superato il limite di velocità ai box; l'occasione gli si ripresenta nel successivo Gran Premio del Giappone sfruttando assieme al pilota della Renault Fernando Alonso la bagarre fra le Ferrari e le McLaren (con testacoda e penalizzazioni per i due contendenti al titolo Lewis Hamilton e Felipe Massa), riuscendo a finire 2º dietro Alonso. È la settimana successiva in Cina che perde il titolo definitivamente con Hamilton che vincerà la gara e Massa arriverà 2º; chiuderà il mondiale 4º con 75 punti.

##### 2009

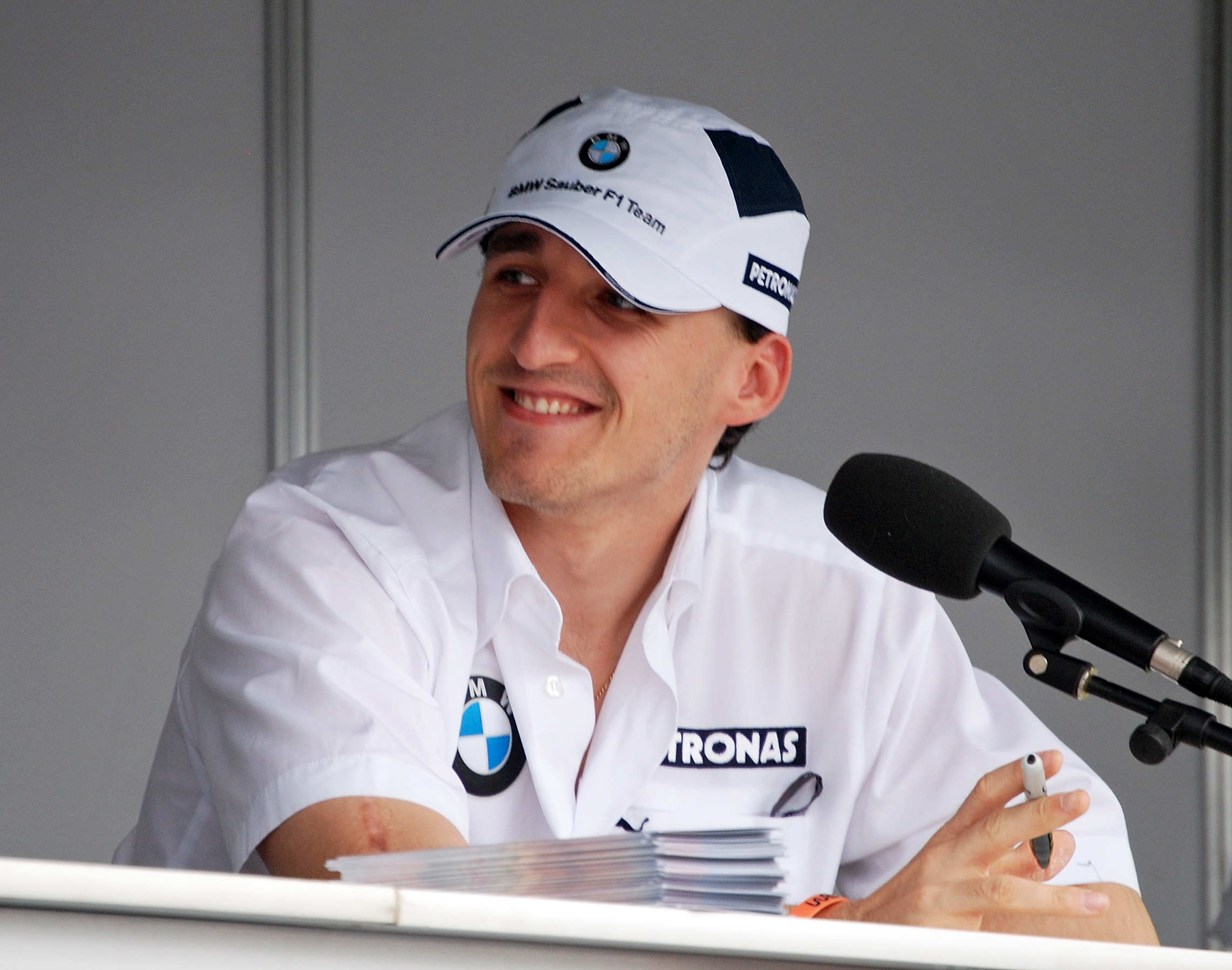
Kubica al Gran Premio d'Australia 2009

Il campionato 2009 fu letteralmente disastroso per il polacco a causa di una monoposto penalizzata dalle nuove regole; alla prima corsa riuscì a qualificarsi 4º ma in gara vanificò tutto negli ultimi giri poiché Sebastian Vettel in un tentativo di sorpasso di Kubica finì per creare un incidente che mise fuori gioco entrambi, proprio mentre quest'ultimo era 2º a pochi passi dal dominante Jenson Button. In Malesia si qualificò 8º ma alla partenza non partì bene e alla fine del primo giro era 19º; seguirono altri risultati deludenti in Cina, Bahrein, Spagna e Monaco.

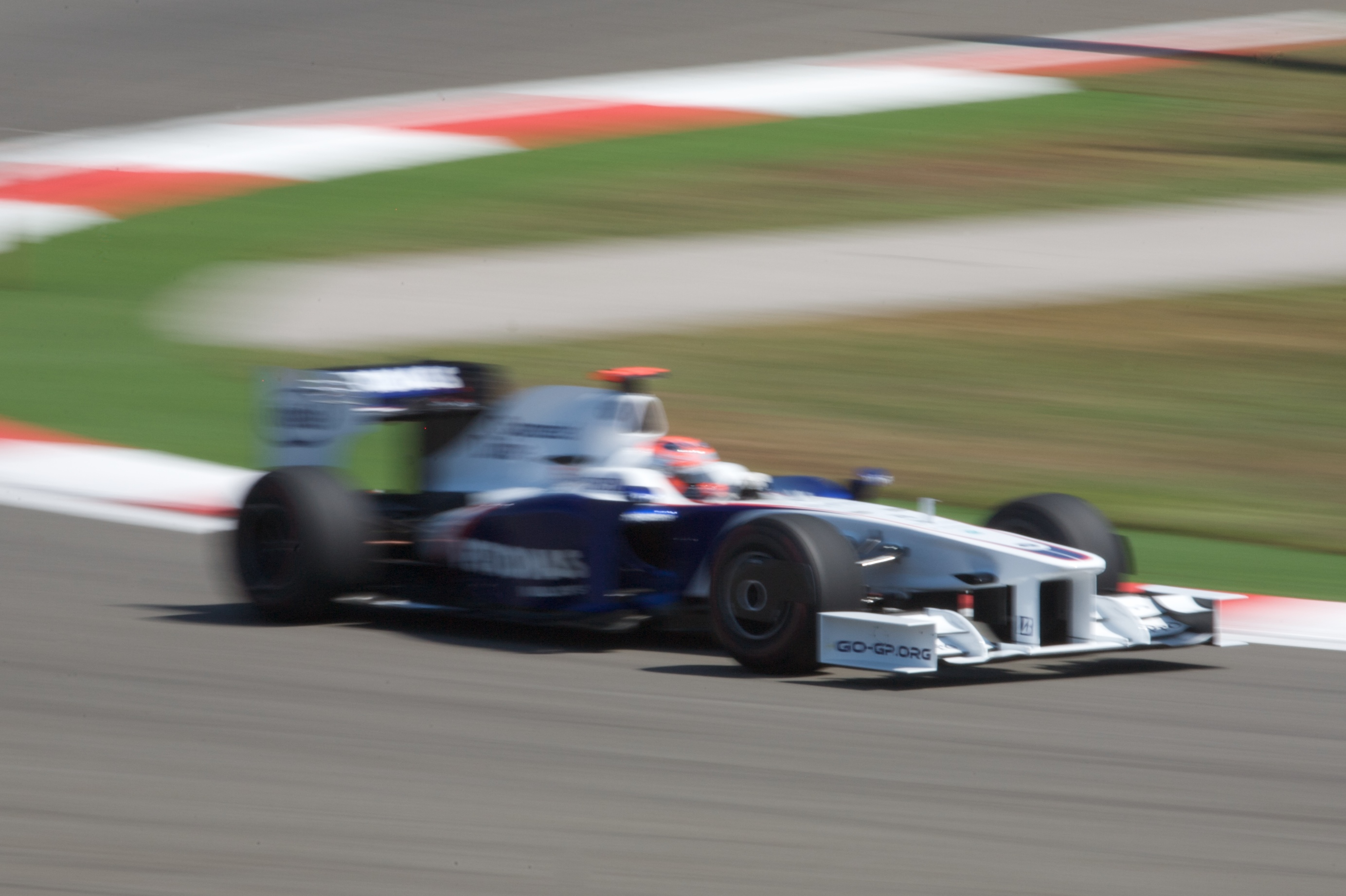
Kubica al Gran Premio di Turchia 2009

I primi punti stagionali arrivarono in Turchia dove finì 7º; altri piazzamenti positivi arrivarono in Europa, in Belgio dove arrivò 4º con un'ottima prestazione e a Singapore dove finì 8º; il miglior piazzamento stagionale fu al Gran Premio del Brasile, in cui fu protagonista di una prestazione davvero eccellente finendo 2º. Chiuse il campionato al 14º posto con 17 punti.

#### Il passaggio alla Renault e l'incidente nel rally (2010-2011)

##### 2010
Dopo l'uscita dal circus del team BMW Sauber, il 7 ottobre 2009 ufficializza il suo passaggio alla Renault in sostituzione di Fernando Alonso che passerà in Ferrari per il campionato 2010, inoltre è stato ufficializzato il prolungamento di contratto che porterebbe Kubica a guidare in Renault fino al 2012.

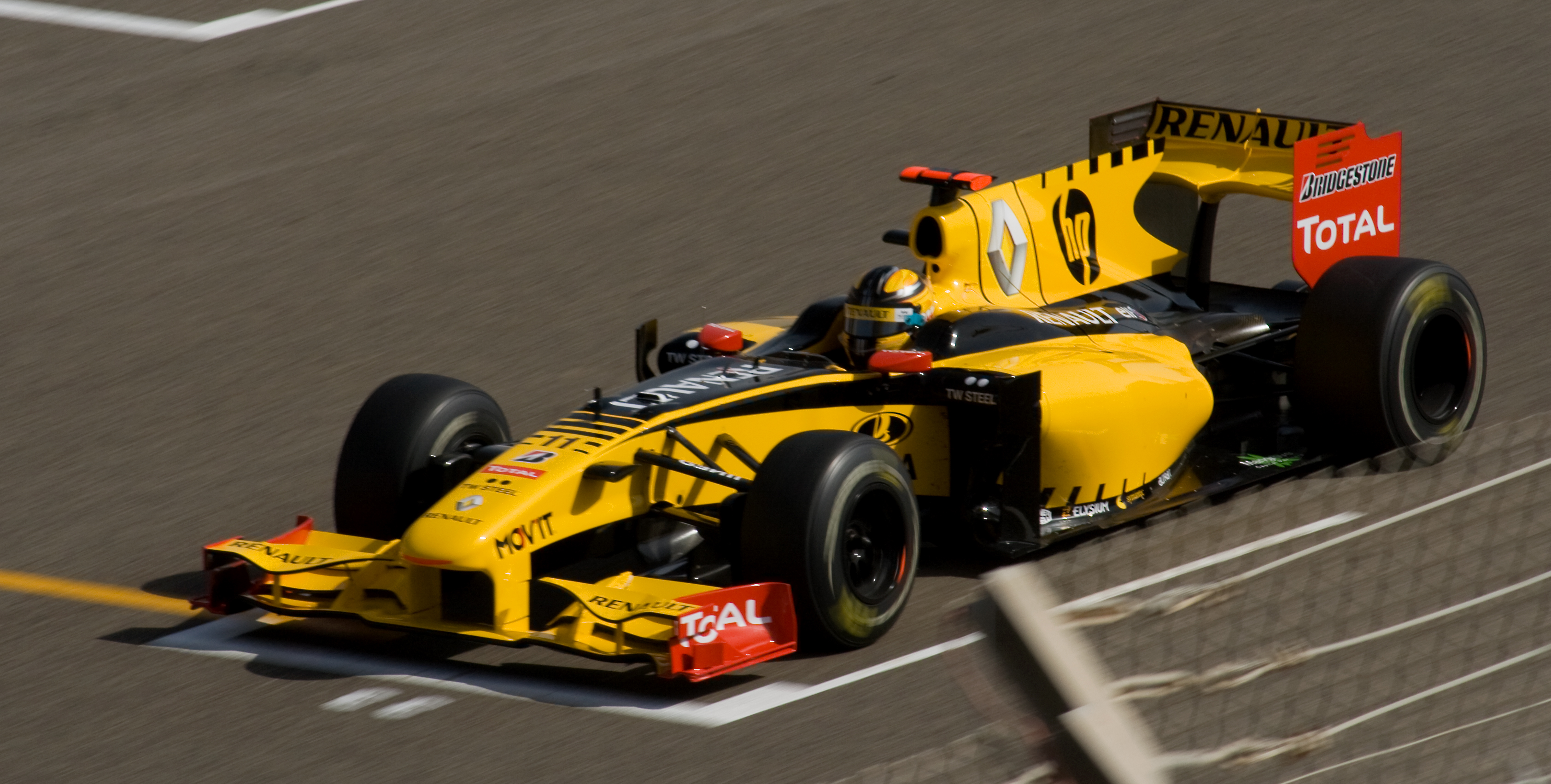
Kubica al Gran Premio del Bahrein 2010

È una stagione molto difficile per la scuderia francese, costretta a tagli e restrizioni economiche; ed è proprio la grande capacità di guida del pilota polacco a trascinare la squadra francese ed a portare punti importanti. In Bahrein conclude 11º mentre in Australia, gara caratterizzata da numerosi duelli e sorpassi nelle prime posizioni, riesce ad emergere guadagnando la seconda piazza; ritorna sul podio a Monaco (secondo) andando a punti nelle tre gare precedenti e nelle tre gare successive all'appuntamento monegasco. La sua costanza è interrotta per problemi tecnici a Silverstone, dove è anche autore di un duello con Alonso.
Le prestazioni della Gialla dopo questo Gran Premio iniziano rapidamente a calare: a Hockenheim chiude in settima posizione e in Ungheria è costretto al ritiro per un incidente nella pit-lane con la Force India di Adrian Sutil; riesce a risalire sul podio in Belgio (terzo) alle spalle dei leader del campionato Mark Webber e Lewis Hamilton. Tuttavia la scuderia non investe più nei miglioramenti della vettura perché si sta già concentrando nello sviluppo per il campionato 2011, non consentendo così grandi prestazioni ai piloti. È autore di una grande rimonta (5 posizioni in 4 giri) nel Gran Premio di Singapore in notturna, dove da 12º riesce a chiudere in zona punti; con un brutto ritiro a Suzuka (perde la posteriore destra in regime di safety car) si chiude la sua lotta per il consolidamento del settimo posto in classifica, cedendo la posizione in favore di Nico Rosberg; gli ultimi Gran Premi lo vedranno sempre a punti, ottenendo l'8º posto in campionato con 136 punti e 3 podi.

##### 2011

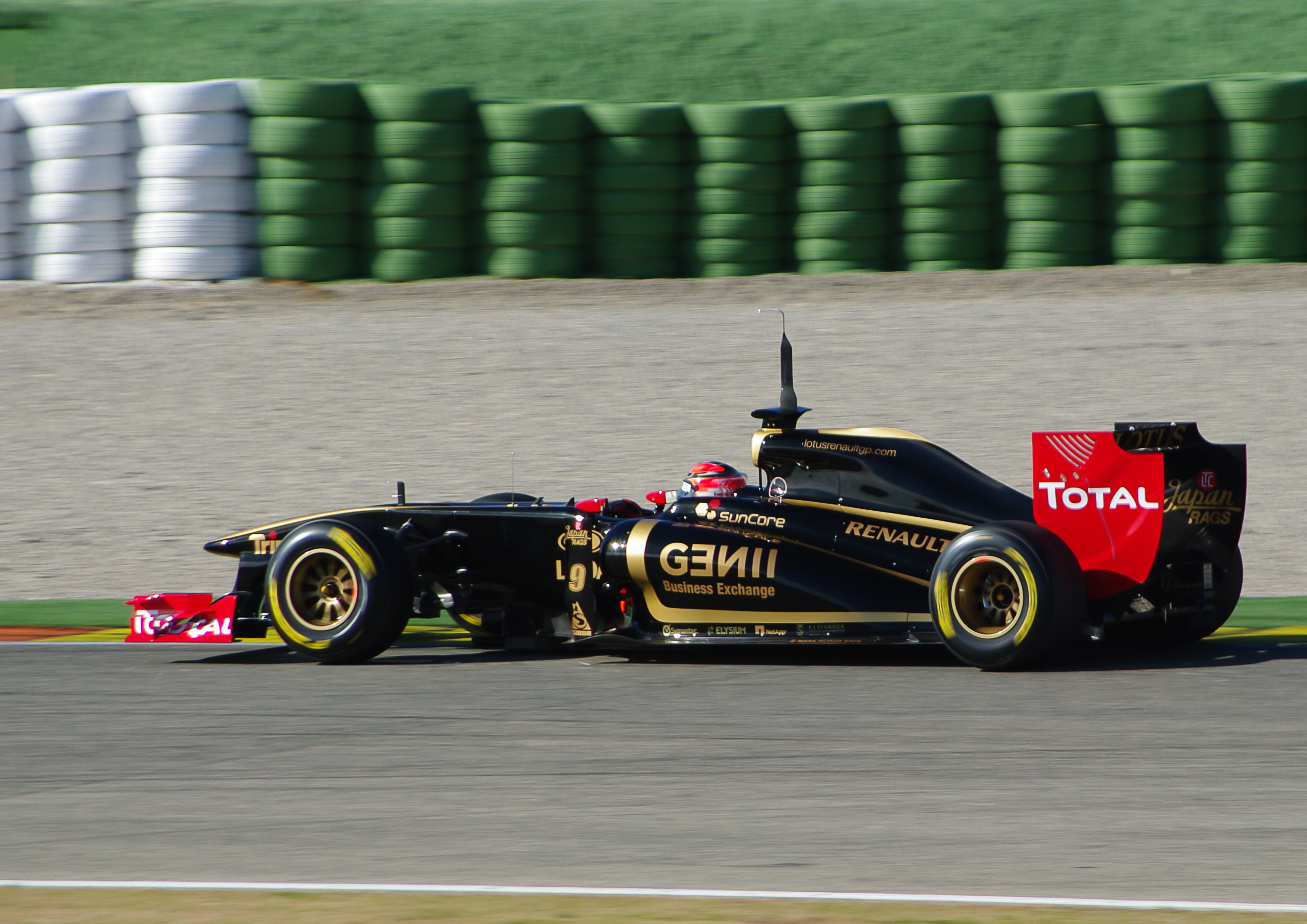
Kubica testa la Renault R31 il 2 febbraio 2011, quattro giorni prima dell'incidente in rally ad Andora.

Dopo aver partecipato ai test invernali con la nuova R31 a Valencia, Kubica è costretto a rinunciare alla partecipazione al campionato 2011 a causa di un incidente in una competizione rallystica occorso il 6 febbraio 2011; l'incidente, avvenuto durante il Rally Ronde di Andora in località San Lorenzo, nel territorio di Testico, ha provocato gravissime lesioni al pilota, incluse una frattura alla gamba destra, un'emorragia interna e lesioni multiple alla mano, alla spalla e al braccio destro, mentre il suo copilota è rimasto illeso. Lo studio della dinamica dell'incidente ha rivelato che dopo l'urto dell'automobile contro il guard-rail di una curva, quest'ultimo ha ceduto e la testa della successiva sezione è entrata nell'abitacolo della vettura frontalmente, colpendo lateralmente il pilota e uscendo dalla parte posteriore della vettura. Ricoverato d'urgenza in gravi condizioni all'Ospedale Santa Corona di Pietra Ligure, Kubica è stato sottoposto ad un intervento chirurgico, sotto la direzione del primario Walter Cataldi, durato sette ore per salvargli la mano e per ricomporre la frattura ad una gamba. Il pilota è stato in seguito sottoposto a due ulteriori lunghi interventi chirurgici, il primo per correggere le problematiche legate al braccio ed alla gamba e il secondo al gomito destro che non era stato ricomposto durante le precedenti operazioni; in seguito alla conclusione della prima fase chirurgica Kubica deve affrontare una lunga riabilitazione intervallata con piccoli interventi destinati alla correzione dei difetti residui. La partecipazione al campionato 2011 è compromessa, così come la ripresa dell'attività agonistica ad alto livello, subordinata al buon esito delle terapie; il 16 febbraio 2011 la Renault rende noto che il suo posto in squadra verrà affidato al tedesco Nick Heidfeld per il 2011.
Anteriormente all'incidente al Rally Ronde di Andora, peraltro, Kubica aveva già siglato un accordo per la stagione 2012 con il team Ferrari, dove avrebbe affiancato Fernando Alonso. Quello di Andora sarebbe infatti dovuto essere il suo ultimo rally, in quanto il contratto con la scuderia italiana avrebbe vietato la partecipazione alle manifestazioni rallystiche.

### La riabilitazione e il ritorno alle competizioni
Il 23 aprile 2011 Kubica viene dimesso dall'istituto Santa Corona di Pietra Ligure; il proprietario della Renault ha affermato che il pilota polacco non prenderà parte a nessuna gara del campionato 2011, non escludendo però che possa prendere parte alle prove libere del venerdì in qualche Gran Premio. Nel mese di agosto 2011 viene reso noto che, mentre per la gamba la situazione evolve verso un ottimo recupero, sussistono problematiche di mobilità e sensibilità dell'arto superiore, in particolare a livello del dito medio e del gomito; il dottor Ceccarelli riferisce che il gomito al momento non consente uno sviluppo pieno della riabilitazione, mentre la sensibilità del dito medio si discosta da quella delle altre dita. Nel mese di settembre il suo posto presso la Lotus Renault GP, che nel frattempo ha rilevato il materiale Renault, non è più garantito e si fanno insistenti le voci su un suo accantonamento; le dichiarazioni rilasciate sia dal medico che si occupa della riabilitazione che del manager (Daniele Morelli) lasciano intendere che il recupero del pilota può avvenire in maniera sufficiente a permettere un ritorno nel campionato 2012, prevedendo la possibilità di testare una vettura nel periodo compreso tra novembre e gennaio. Il periodo che va dal 23 al 25 novembre 2011 è segnato da dichiarazioni contrastanti; Daniele Morelli, il manager del pilota, comunica che il contratto in Renault, in scadenza a fine anno, permetterà di cercare un sedile per il campionato 2012; mentre Éric Boullier, capo della Renault, rilascia una dichiarazione in cui afferma che Kubica ha segnalato l'impossibilità di essere in pista con l'inizio del campionato 2012. Le poche notizie disponibili parlano di un recupero ottimale della gamba ed un costante miglioramento della mano; lo scenario più probabile vede il pilota non ancora pronto per i test pre campionato ma con buone possibilità di essere presente già alle prime gare, non si sa con che vettura.
L'11 gennaio 2012 il polacco della Renault si è rotto la gamba destra dopo una caduta sul ghiaccio nella sua casa a Marina di Pietrasanta; le notizie parlano di una frattura alla tibia, nella stessa gamba gravemente ferita nel grave incidente di rally dello scorso febbraio. Anche se il ventisettenne pare sia scivolato banalmente in giardino, sul ghiaccio formatosi durante la notte, per l'emittente britannica BBC Kubica avrà bisogno di una vite di metallo inserita appena sopra la caviglia e dovrà portare per un mese il gesso prima di poter iniziare la riabilitazione; si allontanano sempre di più i piani per il suo ritorno in Formula 1. L'8 marzo 2012 l'ex pilota della Toro Rosso Jaime Alguersuari, divenuto commentatore della BBC, rilascia dichiarazioni sconfortanti circa le condizioni del pilota di Cracovia; secondo lo spagnolo Kubica non sarebbe in grado neanche di sollevare un bicchiere usando il suo braccio destro. Il giorno seguente a queste dichiarazioni compaiono in rete delle foto che ritraggono Kubica durante un test in Liguria con una Škoda Fabia S2000 di sua proprietà, test realmente avvenuto e confermato dalla rivista Autosprint; l'11 marzo Kubica torna al volante di un kart in un kartodromo di Montecatini.

### Rally

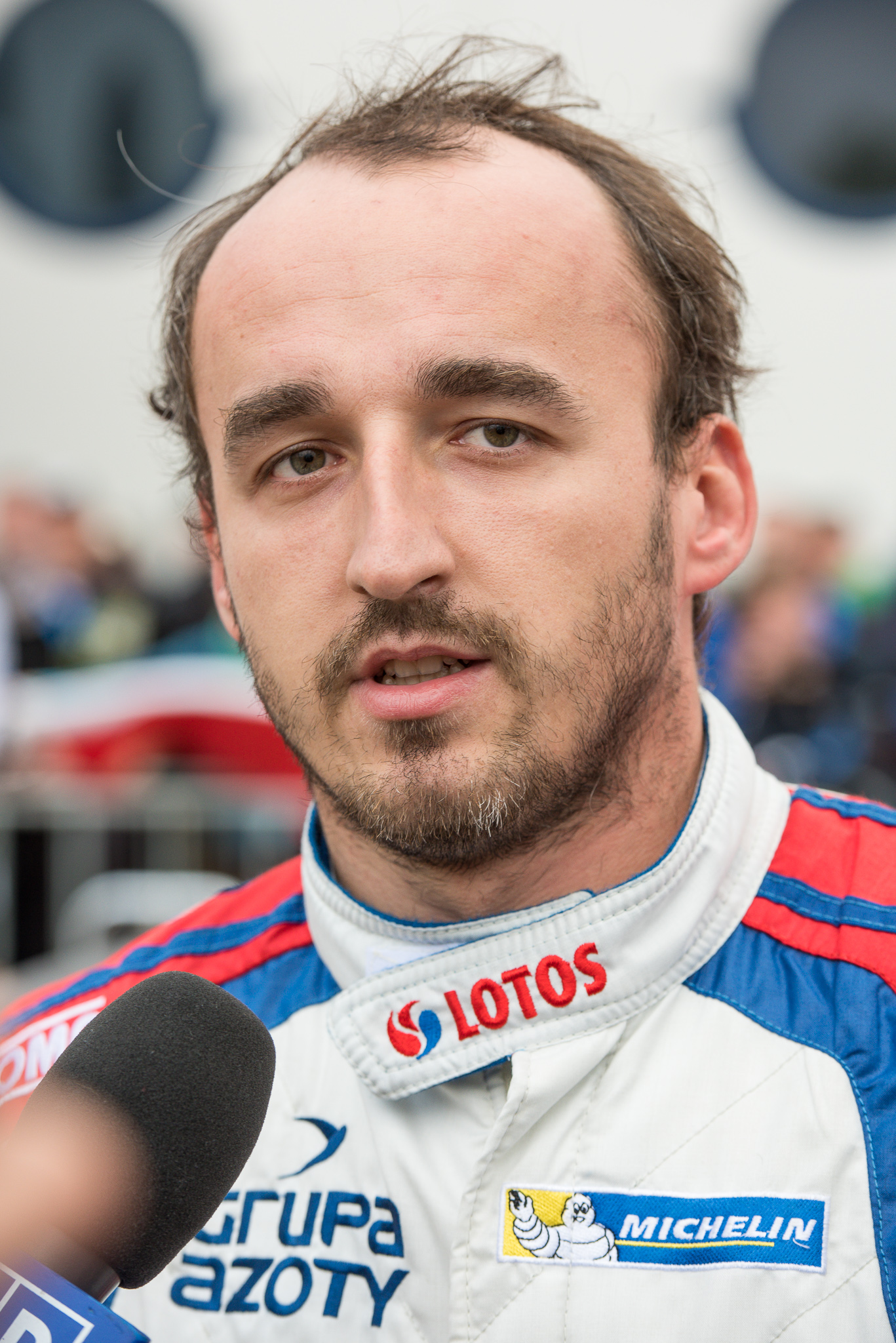
Kubica al Rally di Germania 2014

Il 9 settembre 2012 ritorna alle competizioni alla guida di una Subaru Impreza WRC, insieme al navigatore Giuliano Manfredi prendendo parte alla terza edizione della Ronde del Gomitolo di Lana svoltasi a Biella; vincendo tutte e quattro le prove speciali, il polacco si aggiudica anche la competizione. Nel Rally di San Martino di Castrozza il 15 settembre 2012 è nuovamente vittima di un incidente, fortunatamente in questo caso senza conseguenze per il pilota; i danni alla vettura lo costringono però al ritiro. Il 29 settembre 2012 partecipa in coppia con Emanuele Inglesi al 29º Rally Internazionale Città di Bassano, gara conclusiva dell'IRCup 2012 e vince la gara, nonostante le condizioni meteo non ottimali e il percorso particolarmente impegnativo.
Nel 2013 prende parte con la Citroën ad alcune gare valevoli per il campionato del mondo rally, sia per il WRC, sia per il WRC-2; in quest'ultima classe coglie cinque successi, diventando campione del mondo alla prima stagione.
Nella stagione 2014 è pilota titolare della Ford del team M-Sport; al debutto vince le prime due speciali del rally di Montecarlo, ritirandosi poi per un'uscita di strada durante la seconda giornata. Chiuderà la stagione in 16ª posizione, andando a punti solo in tre occasioni. Lo stesso anno partecipa e vince anche al Monza Rally Show, battendo Valentino Rossi all'ultima speciale.
Per la stagione 2015 conferma l'impegno con la Ford.

### Il ritorno in Formula 1

#### Il ritorno ai test e la stagione come riserva Williams (2017-2018)
Nel 2017 è tornato alla guida di una monoposto di Formula 1 per alcuni test nel mese di agosto all'Hungaroring di Budapest, prima con la Renault e successivamente con la Williams.
Il 16 gennaio 2018 viene ufficializzato come terzo pilota proprio della scuderia inglese Williams. Dopo aver preso parte ai test invernali, disputa le prime prove libere nei Gran Premi di Spagna, Austria e Abu Dhabi.

#### Il ritorno da pilota titolare con la Williams (2019)

##### 2019

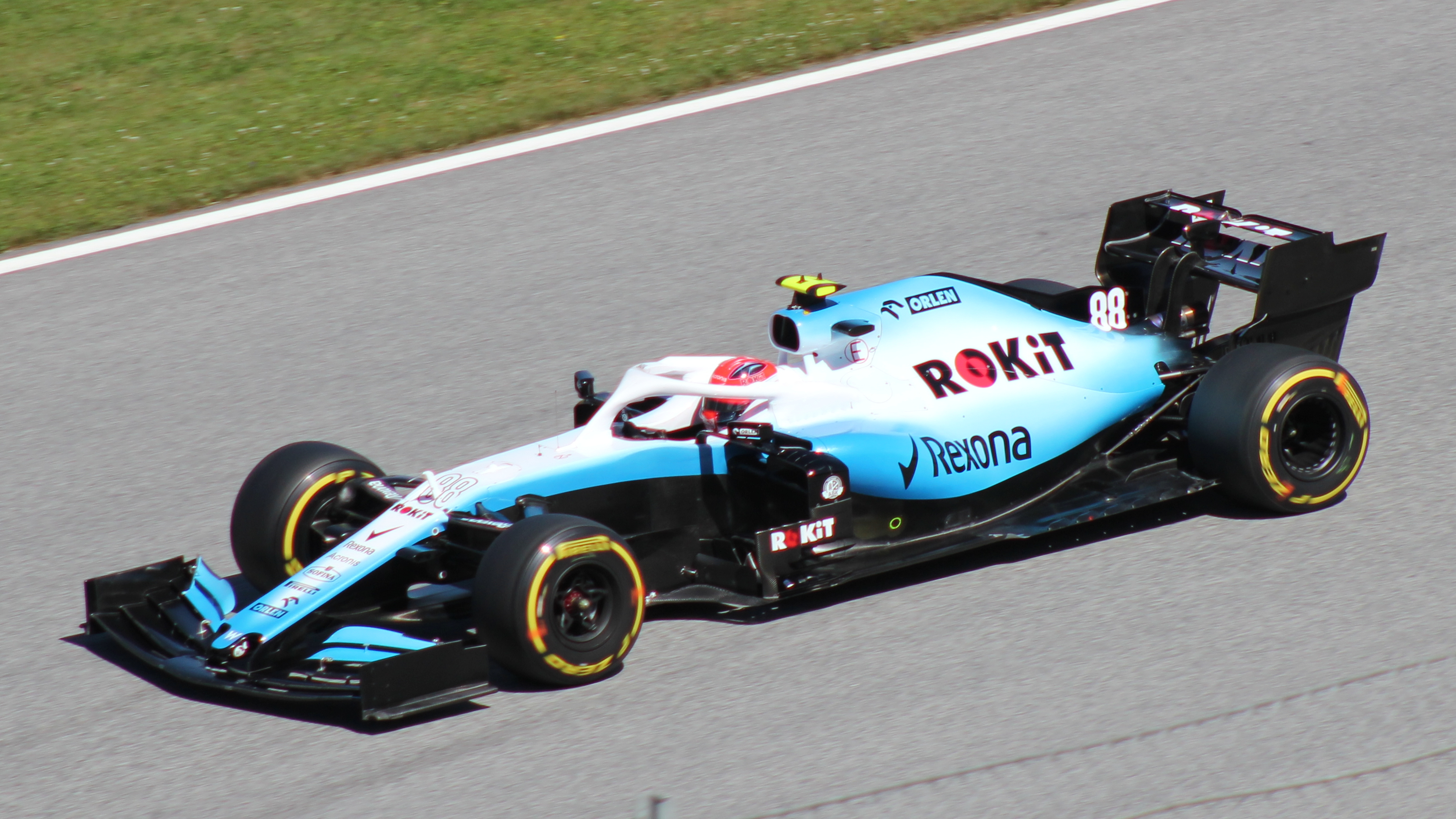
Kubica di ritorno in Formula 1 nel 2019 come pilota titolare per la Williams

Il 22 novembre 2018 la Williams annuncia il suo ritorno da pilota titolare, dopo otto stagioni di assenza, nella stagione 2019. Il polacco ha scelto come numero di gara l'88, usato per l'ultima volta da Rio Haryanto nel Gran Premio di Germania 2016. Sebbene risulti spesso più lento del compagno di squadra, che in gara riesce a battere solamente in due occasioni, Kubica conquista il primo ed unico punto della scuderia durante il Gran Premio di Germania, per via della penalizzazione delle due Alfa Romeo Racing.
Alla vigilia del Gran Premio di Singapore annuncia che a fine stagione lascerà la Williams. Dalla stagione 2020 viene sostituito dal terzo pilota della scuderia Nicholas Latifi.

#### Terzo pilota per l'Alfa Romeo Racing e il secondo ritorno da titolare (2020-2022)

##### 2020
Dal 2020 viene designato terzo pilota dell'Alfa Romeo Racing e corre in cinque sessioni di prove libere.

##### 2021

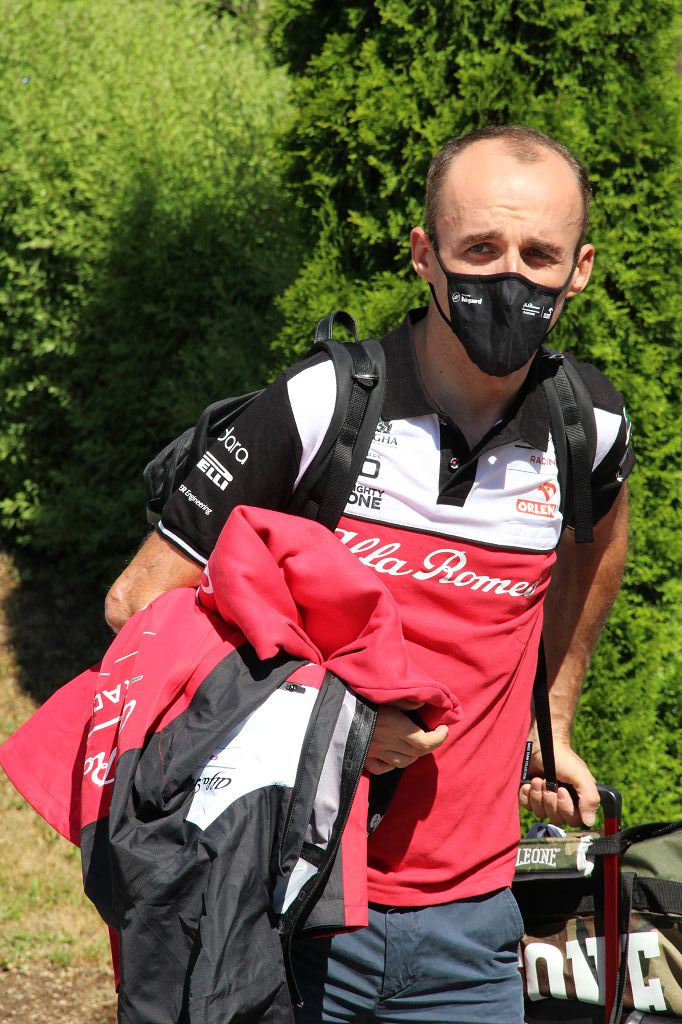
Kubica nel ruolo di terzo pilota dell'Alfa Romeo Racing per il fine settimana del Gran Premio di Stiria 2021

Nel 2021 viene confermato come terzo pilota dell’Alfa Romeo Racing e in Spagna, in Stiria e in Ungheria partecipa al primo turno di prove libere. Nei Gran Premi d'Olanda e d’Italia, il polacco torna al volante in una gara ufficiale per sostituire il pilota titolare Kimi Räikkönen, risultato positivo al SARS-CoV-2. Il polacco termina al quindicesimo posto a Zandvoort e al quattordicesimo a Monza, chiudendo la stagione con 0 punti e al penultimo posto in classifica piloti.

##### 2022
Il 24 novembre 2021 viene confermato come terzo pilota dell’Alfa Romeo per la stagione 2022. Kubica ritorna alla guida della Alfa Romeo C42 in quattro turni delle prove libere: in Spagna e ad Abu Dhabi al posto di Zhou Guanyu, mentre in Francia e in Ungheria al posto di Valtteri Bottas. Il 25 novembre 2022 annuncia che le prove libere svolte sul Circuito di Yas Marina sono state le ultime della sua carriera e si ritira dalla F1 per dedicarsi a tempo pieno al WEC.

### DTM
Kubica nel 2020 partecipa alla ventunesima edizione del campionato DTM con la scuderia Orlen Team ART. Finisce a punti in tre gare: gara 1 ad Assen, gara 1 a Hockenheim e in gara 2 a Zolder II finendo sul terzo gradino del podio. Finisce il campionato al 16º posto con 20 punti.

### Endurance

#### Titolo nell’European Le Mans Series (2021)

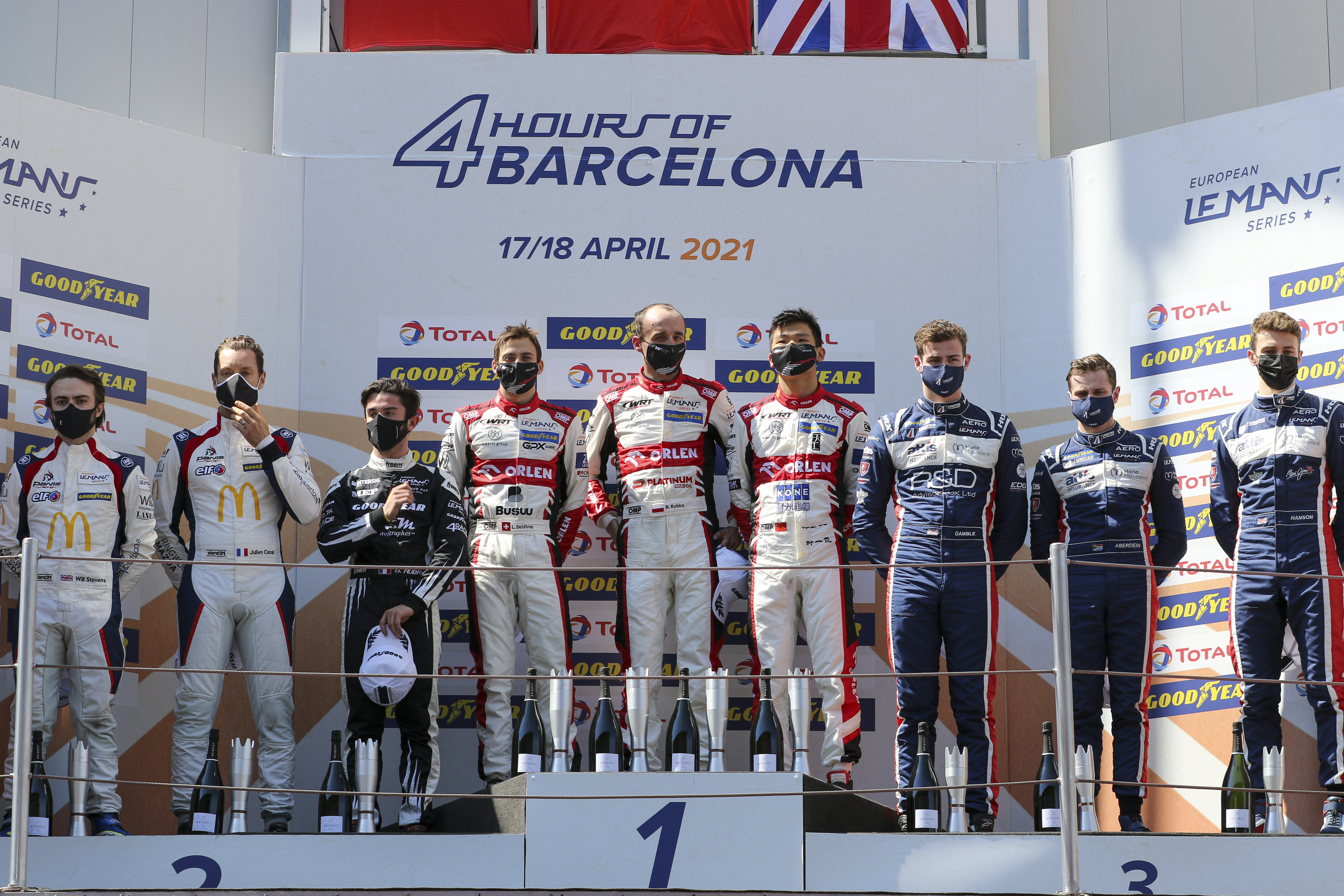
Kubica sul gradino più alto del podio alla 4 Ore di Barcellona 2021, con Louis Delétraz e Ye Yifei.

Nel 2021 partecipa alla gara alla 24 ore di Daytona, gara del campionato IMSA WeatherTech SportsCar nella categoria LMP2 con il team danese High Class Racing. Il team si qualifica seconda ma in gara chiude in nona posizione.
Nel resto dell'anno Kubica partecipa al campionato European Le Mans Series nella classe LMP2, con il team belga Team WRT insieme a Louis Delétraz e Ye Yifei. Nella prima gara a Montmelò il trio conquista la vittoria. Si ripetono vincendo anche la seconda gara del campionato a Spielberg. Il terzo appuntamento si disputa al Paul Ricard: i tre piloti della WRT si qualificano secondi, mentre in gara arrivano in quinta posizione. Nella quarta gara a Monza chiudono quarti rimanendo in testa alla classifica. Con la vittoria in Belgio il Team WRT si laurea campione nella serie con una gara d'anticipo.
Sempre nel 2021 Kubica partecipa alla 24 Ore di Le Mans con lo stesso equipaggio dell’European Le Mans Series nel Team WRT in categoria LMP2. L’equipaggio conduce un’ottima gara sempre nei primi posti. All’ultimo giro della gara però, mentre erano al primo posto nella loro categoria, sono costretti al ritiro per un problema tecnico dopo ben 362 giri percorsi. Dopo la Le Mans Kubica partecipa con High Class Racing alle ultime due gare in Bahrein del WEC.

#### Il debutto nel mondiale in LMP2 (2022-2023)

##### 2022

Kubica durante la 24 Ore di Le Mans, alla guida della Oreca 07 del team Prema.

Nel gennaio del 2022 Kubica viene ingaggiato dal team Prema supportato da Iron Lynx per correre nella stagione 2022 del WEC, nella classe LMP2. Insieme al polacco ci sono Lorenzo Colombo e Louis Delétraz. L'equipaggio si dimostra molto competitivo, nella 24 Ore di Le Mans arrivano sesti nella classifica generale e secondi nella propria classe dietro alla Jota Sport guidata da António Félix da Costa, Roberto González e Will Stevens.

##### 2023
Per la stagione 2023, Kubica ritorna a correre per il team belga Team WRT, sempre nella classe LMP2. Come nei due anni precedenti divide l'Oreca 07 con Delétraz, oltre al nuovo compagno, Rui Andrade. Dopo due buoni risultati, l'equipaggio ottiene la vittoria di classe nella 6 Ore di Spa-Francorchamps, per il piota polacco è la prima vittoria nel WEC. Come l'anno precedente Kubica si deve accontentare del secondo posto alla 24 Ore di Le Mans, mentre nella 6 Ore di Monza ottiene il terzo posto. La sua seconda vittoria stagionale arriva nella 6 Ore del Fuji. Con la vittoria nella 8 Ore del Bahrain l'equipaggio si laurea campione di classe.

#### Il passaggio in Hypercar con AF Corse e la vittoria a Le Mans (2024-)

##### 2024

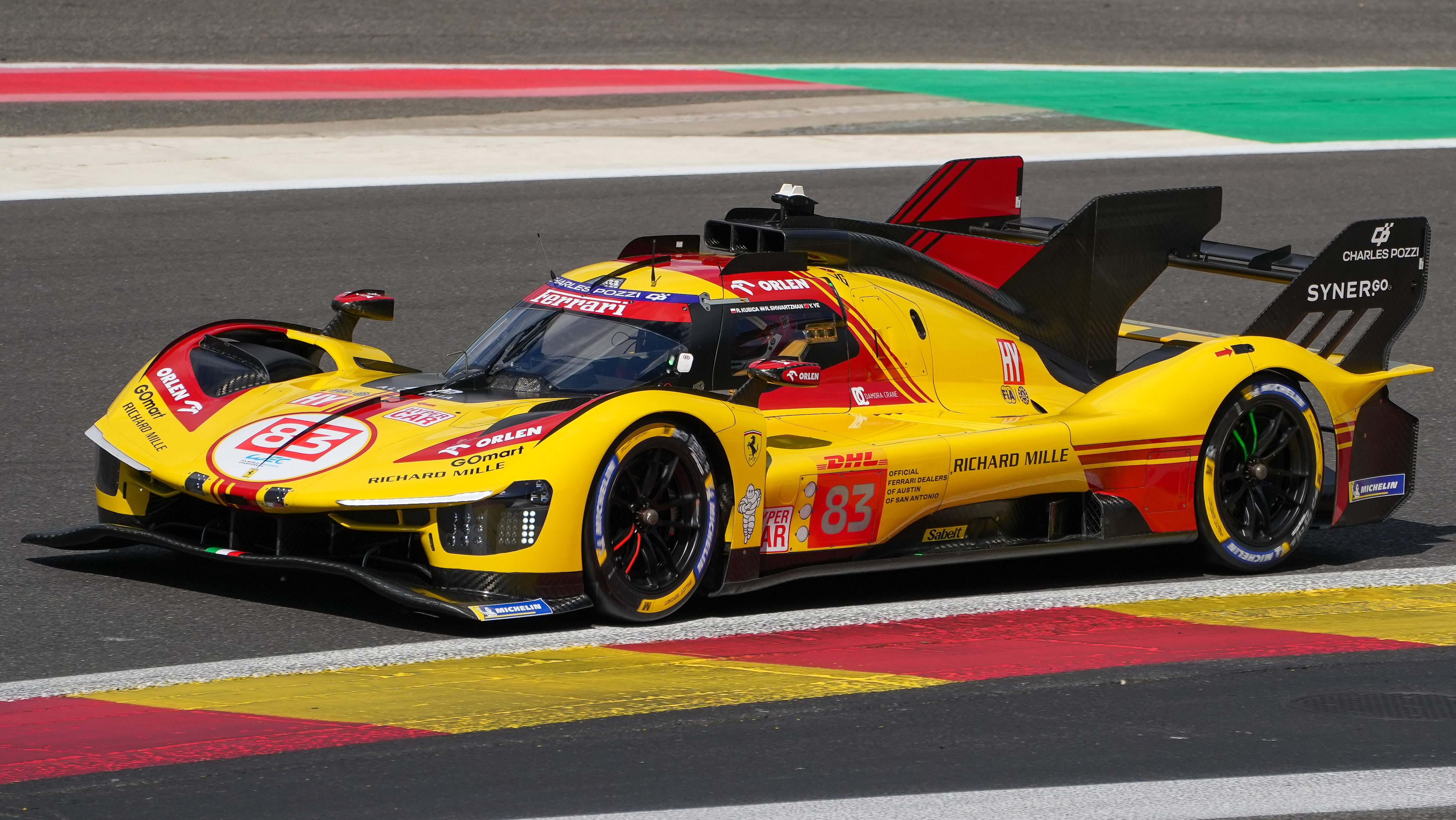
La Ferrari 499P di Kubica durante la 6 Ore di Spa-Francorchamps 2024

Nel novembre del 2023, Kubica partecipa a un test con la Ferrari 499P, Hypercar del marchio italiano, sul Circuito di Imola, inoltre viene annunciata la sua entrata dal 2024 nel team AF Corse. In equipaggio con Robert Švarcman e Ye Yifei ottengono la vittoria nella Lone Star Le Mans grazie ad un arrivo in volata davanti alla Toyota numero 7. Nello stesso anno corre con il team AO con TF Sport l'European Le Mans Series dividendo l'Oreca 07 con Louis Delétraz e Jonny Edgar. L'equipaggio nella prima parte della stagione ottiene tre podi tra cui la vittoria nella 4 Ore di Spa-Francorchamps.

##### 2025

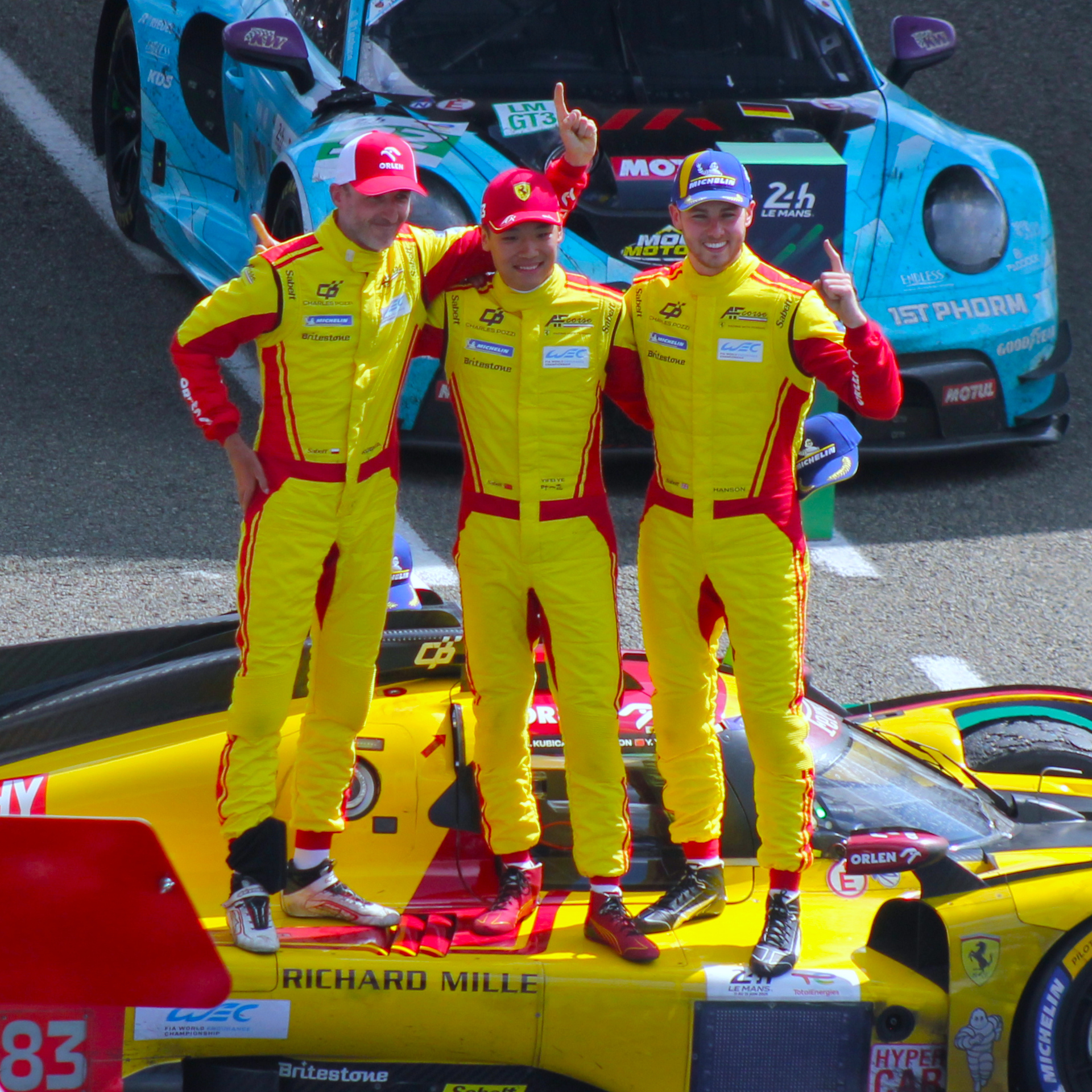
Da sinistra: Kubica, Ye e Philip Hanson festeggiano la vittoria alla 24 Ore di Le Mans 2025

L'anno seguente rinnova con AF Corse, correndo ancora nel WEC al fianco del confermato Ye e del nuovo arrivo Philip Hanson. L'equipaggio conquista la vittoria assoluta alla 24 Ore di Le Mans, riportando un team privato a vincere la classifica generale sulla Sarthe dopo venti anni.

## Risultati in carriera

### F3 Euro Series
(legenda) (Le gare in grassetto indicano la pole) (Le gare in corsivo indicano il giro veloce)
| Anno | Squadra          | Telaio           | Motore       | 1   | 2   | 3   | 4   | 5   | 6   | 7   | 8   | 9   | 10  | 11  | 12  | 13  | 14  | 15  | 16  | 17  | 18  | 19  | 20  | Punti | Pos. |
| ---- | ---------------- | ---------------- | ------------ | --- | --- | --- | --- | --- | --- | --- | --- | --- | --- | --- | --- | --- | --- | --- | --- | --- | --- | --- | --- | ----- | ---- |
| 2003 | Prema Powerteam  | Dallara F303/022 | Spiess-Opel  | HOC | HOC | ADR | ADR | PAU | PAU | NOR | NOR | LMS | LMS | NÜR | NÜR | A1R | A1R | ZAN | ZAN | HOC | HOC | MAG | MAG | 31    | 12º  |
| 2003 | Prema Powerteam  | Dallara F303/022 | Spiess-Opel  |     |     |     |     |     |     | 1   | 2   | 27  | 7   | 9   | 6   | 11  | Rit | 7   | 24  | 24  | 10  | 4   | 8   | 31    | 12º  |
| 2004 | Mücke Motorsport | Dallara F302/032 | HWA-Mercedes | HOC | HOC | EST | EST | ADR | ADR | PAU | PAU | NOR | NOR | MAG | MAG | NÜR | NÜR | ZAN | ZAN | BRN | BRN | HOC | HOC | 53    | 7º   |
| 2004 | Mücke Motorsport | Dallara F302/032 | HWA-Mercedes | 6   | 7   | 9   | 23  | 17  | Rit | 3   | 2   | 19  | 4   | 9   | 5   | 5   | 2   | 8   | 5   | 10  | 8   | 4   | 7   | 53    | 7º   |

### Formula Renault 3.5 Series
(legenda) (Le gare in grassetto indicano la pole) (Le gare in corsivo indicano il giro veloce)
| Anno | Squadra         | 1   | 2   | 3   | 4   | 5   | 6   | 7   | 8   | 9   | 10  | 11  | 12  | 13  | 14  | 15  | 16  | 17  | Punti | Pos. |
| ---- | --------------- | --- | --- | --- | --- | --- | --- | --- | --- | --- | --- | --- | --- | --- | --- | --- | --- | --- | ----- | ---- |
| 2005 | Epsilon Euskadi | ZOL | ZOL | MON | VAL | VAL | LMS | LMS | BIL | BIL | OSC | OSC | DON | DON | EST | EST | MNZ | MNZ | 154   | 1º   |
| 2005 | Epsilon Euskadi | 3   | 1   | 5   | 2   | 16  | 3   | 2   | 1   | 8   | 1   | 1   | 3   | 6   | 2   | 3   | Rit | Rit | 154   | 1º   |

### Formula 1
| 2006 | Scuderia   | Vettura |    |    |    |    |    |    |    |    |    |    |    |    |    |    |   |    |   |   |  |  |  |  |  |  | Punti | Pos. |
| ---- | ---------- | ------- | -- | -- | -- | -- | -- | -- | -- | -- | -- | -- | -- | -- | -- | -- | - | -- | - | - |  |  |  |  |  |  | ----- | ---- |
| 2006 | BMW Sauber | F1.06   | SP | SP | SP | SP | SP | SP | SP | SP | SP | SP | SP | SP | SQ | 12 | 3 | 13 | 9 | 9 |  |  |  |  |  |  | 6     | 16º  |

| 2007 | Scuderia   | Vettura |     |    |   |   |   |     |     |   |   |   |   |   |   |   |   |     |   |  |  |  |  |  |  |  | Punti | Pos. |
| ---- | ---------- | ------- | --- | -- | - | - | - | --- | --- | - | - | - | - | - | - | - | - | --- | - |  |  |  |  |  |  |  | ----- | ---- |
| 2007 | BMW Sauber | F1.07   | Rit | 18 | 6 | 4 | 5 | Rit | Inf | 4 | 4 | 7 | 5 | 8 | 5 | 9 | 7 | Rit | 5 |  |  |  |  |  |  |  | 39    | 6º   |

| 2008 | Scuderia   | Vettura |     |   |   |   |   |   |   |   |     |   |   |   |   |   |    |   |   |    |  |  |  |  |  |  | Punti | Pos. |
| ---- | ---------- | ------- | --- | - | - | - | - | - | - | - | --- | - | - | - | - | - | -- | - | - | -- |  |  |  |  |  |  | ----- | ---- |
| 2008 | BMW Sauber | F1.08   | Rit | 2 | 3 | 4 | 4 | 2 | 1 | 5 | Rit | 7 | 8 | 3 | 6 | 3 | 11 | 2 | 6 | 11 |  |  |  |  |  |  | 75    | 4º   |

| 2009 | Scuderia   | Vettura |    |     |    |    |    |     |   |    |    |    |   |   |     |   |   |   |    |  |  |  |  |  |  |  | Punti | Pos. |
| ---- | ---------- | ------- | -- | --- | -- | -- | -- | --- | - | -- | -- | -- | - | - | --- | - | - | - | -- |  |  |  |  |  |  |  | ----- | ---- |
| 2009 | BMW Sauber | F1.09   | 14 | Rit | 13 | 18 | 11 | Rit | 7 | 13 | 14 | 13 | 8 | 4 | Rit | 8 | 9 | 2 | 10 |  |  |  |  |  |  |  | 17    | 14º  |

| 2010 | Scuderia | Vettura |    |   |   |   |   |   |   |   |   |     |   |     |   |   |   |     |   |   |   |  |  |  |  |  | Punti | Pos. |
| ---- | -------- | ------- | -- | - | - | - | - | - | - | - | - | --- | - | --- | - | - | - | --- | - | - | - |  |  |  |  |  | ----- | ---- |
| 2010 | Renault  | R30     | 11 | 2 | 4 | 5 | 8 | 3 | 6 | 7 | 5 | Rit | 7 | Rit | 3 | 8 | 7 | Rit | 5 | 9 | 5 |  |  |  |  |  | 136   | 8º   |

| 2018 | Scuderia | Vettura |  |  |  |  |    |  |  |  |    |  |  |  |  |  |  |  |  |  |  |  |    |  |  |  | Punti | Pos. |
| ---- | -------- | ------- |  |  |  |  | -- |  |  |  | -- |  |  |  |  |  |  |  |  |  |  |  | -- |  |  |  | ----- | ---- |
| 2018 | Williams | FW41    |  |  |  |  | SP |  |  |  | SP |  |  |  |  |  |  |  |  |  |  |  | SP |  |  |  |       |      |

| 2019 | Scuderia | Vettura |    |    |    |    |    |    |    |    |    |    |    |    |    |    |    |     |    |    |     |    |    |  |  |  | Punti | Pos. |
| ---- | -------- | ------- | -- | -- | -- | -- | -- | -- | -- | -- | -- | -- | -- | -- | -- | -- | -- | --- | -- | -- | --- | -- | -- |  |  |  | ----- | ---- |
| 2019 | Williams | FW42    | 17 | 16 | 17 | 16 | 18 | 18 | 18 | 18 | 20 | 15 | 10 | 19 | 17 | 17 | 16 | Rit | 17 | 18 | Rit | 16 | 19 |  |  |  | 1     | 19º  |

| 2020 | Scuderia          | Vettura |  |    |    |  |    |  |  |  |  |  |  |  |  |  |    |  |    |  |  |  |  |  |  |  | Punti | Pos. |
| ---- | ----------------- | ------- |  | -- | -- |  | -- |  |  |  |  |  |  |  |  |  | -- |  | -- |  |  |  |  |  |  |  | ----- | ---- |
| 2020 | Alfa Romeo Racing | C39     |  | SP | SP |  | SP |  |  |  |  |  |  |  |  |  | SP |  | SP |  |  |  |  |  |  |  |       |      |

| 2021 | Scuderia          | Vettura |  |  |  |    |  |  |  |    |  |  |    |  |    |    |  |  |  |  |  |  |  |  |  |  | Punti | Pos. |
| ---- | ----------------- | ------- |  |  |  | -- |  |  |  | -- |  |  | -- |  | -- | -- |  |  |  |  |  |  |  |  |  |  | ----- | ---- |
| 2021 | Alfa Romeo Racing | C41     |  |  |  | SP |  |  |  | SP |  |  | SP |  | 15 | 14 |  |  |  |  |  |  |  |  |  |  | 0     | 20º  |

| 2022 | Scuderia   | Vettura |  |  |  |  |  |    |  |  |  |  |  |    |    |  |  |  |  |  |  |  |  |    |  |  | Punti | Pos. |
| ---- | ---------- | ------- |  |  |  |  |  | -- |  |  |  |  |  | -- | -- |  |  |  |  |  |  |  |  | -- |  |  | ----- | ---- |
| 2022 | Alfa Romeo | C42     |  |  |  |  |  | SP |  |  |  |  |  | SP | SP |  |  |  |  |  |  |  |  | SP |  |  | 0     |      |

| Legenda | 1º posto     | 2º posto | 3º posto    | A punti         | Senza punti/Non class.  | Grassetto – Pole position Corsivo – Giro più veloce Apice – Risultato Sprint (A punti) |
| Legenda | Squalificato | Ritirato | Non partito | Non qualificato | Solo prove/Terzo pilota | Grassetto – Pole position Corsivo – Giro più veloce Apice – Risultato Sprint (A punti) |

### WRC
| 2013 | Scuderia                                  | Vettura                         |  |  |  |    |  |    |   |   |   |  |   |   |     |  |  |  | Punti | Pos. |
| ---- | ----------------------------------------- | ------------------------------- |  |  |  | -- |  | -- | - | - | - |  | - | - | --- |  |  |  | ----- | ---- |
| 2013 | Robert Kubica Abu Dhabi Citroën Total WRT | Citroën DS3 RRC Citroën DS3 WRC |  |  |  | 19 |  | 11 | 9 | 9 | 5 |  | 9 | 9 | Rit |  |  |  | 18    | 13º  |

| 2014 | Scuderia                    | Vettura            |     |    |     |     |   |   |    |    |     |   |     |    |    |  |  |  | Punti | Pos. |
| ---- | --------------------------- | ------------------ | --- | -- | --- | --- | - | - | -- | -- | --- | - | --- | -- | -- |  |  |  | ----- | ---- |
| 2014 | RK M-Sport World Rally Team | Ford Fiesta RS WRC | Rit | 24 | Rit | Rit | 6 | 8 | 20 | 34 | Rit | 9 | Rit | 17 | 11 |  |  |  | 14    | 16º  |

| 2015 | Scuderia      | Vettura            |     |    |    |  |   |    |   |     |    |  |     |    |    |  |  |  | Punti | Pos. |
| ---- | ------------- | ------------------ | --- | -- | -- |  | - | -- | - | --- | -- |  | --- | -- | -- |  |  |  | ----- | ---- |
| 2015 | Robert Kubica | Ford Fiesta RS WRC | Rit | 20 | 18 |  | 9 | 30 | 8 | Rit | 35 |  | 222 | 11 | 93 |  |  |  | 11    | 12º  |

| 2016 | Scuderia        | Vettura            |     |  |  |  |  |  |  |  |  |  |  |  |  |  |  |  | Punti | Pos. |
| ---- | --------------- | ------------------ | --- |  |  |  |  |  |  |  |  |  |  |  |  |  |  |  | ----- | ---- |
| 2016 | BRC Racing Team | Ford Fiesta RS WRC | Rit |  |  |  |  |  |  |  |  |  |  |  |  |  |  |  | 0     |      |

| Legenda | 1º posto | 2º posto | 3º posto | A punti | Senza punti | Ritirato | Squalificato | NP=Non partito C=Gara cancellata | Apice=Power stage |

### WRC-2
| 2013 | Scuderia | Vettura         |  |  |  |   |  |   |   |   |   |  |   |   |  |  |  |  | Punti     | Pos. |
| ---- | -------- | --------------- |  |  |  | - |  | - | - | - | - |  | - | - |  |  |  |  | --------- | ---- |
| 2013 | PH Sport | Citroën DS3 RRC |  |  |  | 6 |  | 1 | 1 | 2 | 1 |  | 1 | 1 |  |  |  |  | 143 (151) | 1º   |

| Legenda | 1º posto | 2º posto | 3º posto | A punti | Senza punti | Ritirato | Squalificato | NP=Non partito C=Gara cancellata | Apice=Power stage |

### European Rally Championship
| Anno | Scuderia                    | Vettura         | 1     | 2   | 3       | 4     | 5       | 6   | 7   | 8   | 9       | 10  | 11  | 12  | Punti | Pos. |
| ---- | --------------------------- | --------------- | ----- | --- | ------- | ----- | ------- | --- | --- | --- | ------- | --- | --- | --- | ----- | ---- |
| 2013 | Citroën Racing              | Citroën DS3 RRC | JÄN   | LIE | CAN Rit | AZO 6 | COR Rit | YPR | ROM | CZE | POL Rit | CRO | SAN | VAL | 17    | 29º  |
| 2014 | RK M-Sport World Rally Team | Ford Fiesta RRC | JÄN 1 | LIE | ROM     | ACR   | IRE     | AZO | YPR | EST | CZE     | CYP | VAL | COR | 39    | 13º  |

### Deutsche Tourenwagen Masters
(legenda) (Le gare in grassetto indicano la pole position) (Gare in corsivo indicano Gpv)
| Anno | Team           | Auto             | 1   | 2   | 3   | 4   | 5   | 6   | 7   | 8   | 9   | 10  | 11  | 12  | 13  | 14  | 15  | 16  | 17  | 18  | Punti | Pos. |
| ---- | -------------- | ---------------- | --- | --- | --- | --- | --- | --- | --- | --- | --- | --- | --- | --- | --- | --- | --- | --- | --- | --- | ----- | ---- |
| 2020 | Orlen Team ART | BMW M4 Turbo DTM | SPA | SPA | LAU | LAU | LAU | LAU | ASS | ASS | NÜR | NÜR | NÜR | NÜR | ZOL | ZOL | ZOL | ZOL | HOC | HOC | 20    | 15º  |
| 2020 | Orlen Team ART | BMW M4 Turbo DTM | 14  | 14  | 13  | 13  | 16  | 16  | 10  | 14  | 16  | 12  | 13  | Rit | 14  | 12  | Rit | 3   | 8   | 15  | 20    | 15º  |

### Endurance

#### Campionato IMSA WeatherTech SportsCar
| Anno    | Squadra           | Classe | Vettura  | 1      | 2   | 3   | 4   | 5   | 6   | 7   | Punti | Pos. |
| ------- | ----------------- | ------ | -------- | ------ | --- | --- | --- | --- | --- | --- | ----- | ---- |
| 2021    | High Class Racing | LMP2   | Oreca 07 | DAY 9† | SEB | WGL | WGL | ELK | LGA | PET | 0†    | NC†  |
| Legenda |                   |        |          |        |     |     |     |     |     |     |       |      |

† I punti contano solo per la Michelin Endurance Cup e non per il campionato LMP2 generale.

#### European Le Mans Series
| Anno    | Squadra         | Classe | Vettura  | CAT | RBR | LEC | MNZ | SPA | ALG | Punti | Pos. |
| ------- | --------------- | ------ | -------- | --- | --- | --- | --- | --- | --- | ----- | ---- |
| 2021    | Team WRT        | LMP2   | Oreca 07 | 1   | 1   | 5   | 4   | 1   | 2   | 118   | 1º   |
| Anno    | Squadra         | Classe | Vettura  | BAR | LEC | IMO | SPA | MUG | ALG | Punti | Pos. |
| 2024    | AO con TF Sport | LMP2   | Oreca 07 | 7   | 3   | 2   | 1   | 5   | 2   | 93    | 1º   |
| Legenda |                 |        |          |     |     |     |     |     |     |       |      |

*Stagione in corso.

#### Campionato del mondo endurance
| Anno    | Squadra           | Classe   | Vettura      | SPA | ALG | MNZ | LMS | BHR | BHR |     |     | Punti | Pos. |
| ------- | ----------------- | -------- | ------------ | --- | --- | --- | --- | --- | --- | --- | --- | ----- | ---- |
| 2021    | High Class Racing | LMP2     | Oreca 07     |     |     |     |     | 8   | 8   |     |     | 10    | 21º  |
| Anno    | Squadra           | Classe   | Vettura      | SEB | SPA | LMS | MON | FUJ | BHR |     |     | Punti | Pos. |
| 2022    | Prema Orlen Team  | LMP2     | Oreca 07     | 4   | 7   | 2   | 6   | 6   | 4   |     |     | 94    | 5°   |
| Anno    | Squadra           | Classe   | Vettura      | SEB | ALG | SPA | LMS | MON | FUJ | BHR |     | Punti | Pos. |
| 2023    | Team WRT          | LMP2     | Oreca 07     | 4   | 3   | 1   | 2   | 3   | 1   | 1   |     | 173   | 1°   |
| Anno    | Squadra           | Classe   | Vettura      | QAT | IMO | SPA | LMS | SÃO | COA | FUJ | BHR | Punti | Pos. |
| 2024    | AF Corse          | Hypercar | Ferrari 499P | 4   | 8   | 8   | Rit | 11  | 1   | 12  | 8   | 57    | 9°   |
| Anno    | Squadra           | Classe   | Vettura      | QAT | IMO | SPA | LMS | SÃO | COA | FUJ | BHR | Punti | Pos. |
| 2025    | AF Corse          | Hypercar | Ferrari 499P | 2   | 4   | 15  | 1   |     |     |     |     | 39*   |      |
| Legenda |                   |          |              |     |     |     |     |     |     |     |     |       |      |

* Stagione in corso.

#### 24 ore di Le Mans
| Anno | Classe   | N° | Gomme | Vettura                             | Squadra          | Co-piloti                      | Giri | Pos. Assol. | Pos. di Classe |
| ---- | -------- | -- | ----- | ----------------------------------- | ---------------- | ------------------------------ | ---- | ----------- | -------------- |
| 2021 | LMP2     | 41 | G     | Oreca 07 Gibson GK428 4.2L V8       | Team WRT         | Louis Delétraz Ye Yifei        | 362  | NC          | NC             |
| 2022 | LMP2     | 9  | G     | Oreca 07 Gibson GK428 4.2L V8       | Prema Orlen Team | Louis Delétraz Lorenzo Colombo | 369  | 6°          | 2°             |
| 2023 | LMP2     | 41 | G     | Oreca 07 Gibson GK428 4.2L V8       | Team WRT         | Louis Delétraz Rui Andrade     | 328  | 10°         | 2°             |
| 2024 | Hypercar | 83 | M     | Ferrari 499P Ferrari 3.0 L Turbo V6 | AF Corse         | Robert Švarcman Ye Yifei       | 248  | Rit         | Rit            |
| 2025 | Hypercar | 83 | M     | Ferrari 499P Ferrari 3.0 L Turbo V6 | AF Corse         | Philip Hanson Ye Yifei         | 387  | 1°          | 1°             |